# Moteki
Moteki (モテキ?), es una serie de manga escrita e ilustrada por Mitsurō Kubo. Fue serializada en la revista Evening de la editorial Kōdansha de 2008 hasta 2010. La serie fue compilada en cuatro volúmenes en formato tankōbon, adaptada a una serie de televisión en 2010 y a una película de acción real en 2011.

## Argumento
Yukiyo Fujimoto es un empleado a tiempo parcial que vive en Tokio. Sin empleo estable ni  una novia, ha llegado a los 30 años de edad. De pronto es contactado por varias amigas del pasado, como una excompañera de trabajo llamada Aki Doi, la fotógrafa Itsuka Nakashiba, Natsuki Komiyama y Naoko Hayashida, una compañera de la preparatoria. Fujimoto se da cuenta de la atención que está recibiendo por parte de las cuatro chicas, un periodo conocido en la cultura japonesa como «moteki», que es cuando una persona se vuelve popular con personas del sexo opuesto.

## Personajes

### Principales
Yukiyo Fujimoto (藤本幸世?)
El personaje principal. Un trabajador a tiempo parcial de 30 años de edad. Es lo que se considera un hombre herbívoro, no tiene grandes planes para el futuro, dinero ni deseos de establecer relaciones románticas. Cierta ocasión comienza a recibir atención de las mujeres, en especial de algunas amigas y compañeras del pasado, sin embargo es muy torpe e inseguro.
Aki Doi (土井亜紀?)
Es una joven empleada a tiempo parcial de 27 años de edad. Fue compañera de Fujimoto. Es una chica amante de la música y participaba en los festivales de la escuela. Se aproxima a Fujimoto enviandole mensajes por correo electrónico, la joven intenta establecer una relación con su compañero, pero falla. Ella se siente culpable de no poder darle el cariño y atención a Fujimoto.
Itsuka Nakashiba (中柴いつか?)
Es una joven de 22 años de edad. Es muy enérgica y le gusta ir de fiesta, tiene casi los mismos gustos en música y manga que Fujimoto. Cuando se reencuentra con Fujimoto, se hacen amigos y la relación parece avanzar hacia algo más.
Natsuki Komiyama (小宮山夏樹?)
Es una chica un año mayor que Fujimoto. Es una persona hermosa y amigable, pero con un aura de misterio, le gusta beber y se emborracha con facilidad, causando problemas a todos.
Naoko Hayashida (林田尚子?)
Es una excompañera de clase de Fujimoto. Cuando estaba en preparatoria era llamada «chica yankee» con un mal comportamiento. A pesar de su dura actitud, mostraba su lado amigable con su abuela.

### Secundarios
Yūichi Shimada (島田雄一?)
Estuvo en preparatoria con Fujimoto, es una persona cercana a él. No se considera una persona atractiva pero ha tenido varias parejas, incluso se ha divorciado de su esposa Yurie. 
Sakurako Kanzaki (神崎桜子?)
Una excompañera de preparatoria de Fujimoto. Formaba parte del consejo estudiantil. Ha tenido relaciones con varios hombres y mientras estudiaba en la Universidad de Tokio, tuvo una relación con Shimada.
Fumiko (文子?)
Una mujer de 27 años de edad. Está casada y tiene hijos, trabaja junto con su marido en una taberna, donde Naoko es una cliente frecuente.
Motoki Komiyama (小宮山基樹?)
Es la hermana de Natsuki. 
Yuma Hayashida (林田由真?)
Es la hija de Naoko, tiene 10 años de edad y estudia en la primaria. Es bastante atrevida en clase.
Sumida (墨田?)
Es conocido como Sumi-san. Se hace amigo de Fujimoto en una fiesta, es un chico apuesto y le gusta seducir a las chicas.
Omu Onozaka (小野坂オム?)
Una tímida mangaka de 26 años de edad, conocida como Om-sensei. Trabaja en la revista Weekly Shonen, pero no tiene muy buenas habilidades para establecer conversaciones ni relacionándose con las demás personas.

## Manga
La serie fue escrita e ilustrada por Mitsurō Kubo, fue serializada de forma bisemanal en la revista Evening de la editorial Kōdansha, desde noviembre de 2008 hasta abril de 2010. Los capítulos fueron publicados en cuatro volúmenes en formato tankōbon y publicados por la editorial entre marzo de 2009 y mayo de 2010. Se publicó un volumen especial el 7 de septiembre de 2010.

### Volúmenes del manga
| N.º | Título        | Fecha de lanzamiento    | ISBN original          |
| --- | ------------- | ----------------------- | ---------------------- |
| 1   | «Volumen 1»   | 23 de marzo de 2009     | ISBN 978-4-06-352259-4 |
| 2   | «Volumen 2»   | 21 de agosto de 2009    | ISBN 978-4-06-352278-5 |
| 3   | «Volumen 3»   | 22 de enero de 2010     | ISBN 978-4-06-352296-9 |
| 4   | «Volumen 4»   | 21 de mayo de 2010      | ISBN 978-4-06-352319-5 |
| 4.5 | «Volumen 4.5» | 7 de septiembre de 2010 | ISBN 978-4-06-352327-0 |

## Adaptaciones
La obra fue adaptada a una serie de televisión de imagen real, salió al aire el 16 de abril de 2010 en la cadena TV Tokyo. La serie es protagonizada por Mirai Moriyama como el joven Yukiyo Fujimoto, Maho Nonami como Aki Doi, Hikari Mitsushima como Itsuka Nakashiba, Rio Matsumoto como Natsuki Komiyama y Rinko Kikuchi como Naoko Hayashida. Una película de acción real también fue estrenada el 23 de marzo de 2012, dirigida por Hitoshi Ōne y producida por Tōhō.

## Recepción
La serie de manga fue nominada al Premio Manga Taishō. La película logró una recaudación de $18.4 millones de dólares en cines japoneses y además el protagonista Mirai Moriyama ganó el Premio Mainichi a mejor actor. La adaptación cinematográfica también fue nominada en cuatro categorías de los Premios de la Academia Japonesa, Masami Nagasawa fue nominada como mejor actriz, Kumiko Asou como mejor actriz de reparto, Taiseki Iwasaki en el apartado musical y Yūsuke Ishida en la edición.